# Hyalocystis
Hyalocystis es un género con dos especies de plantas con flores perteneciente a la familia de las convolvuláceas.

## Taxonomía
El género fue descrito por Johannes Gottfried Hallier y publicado en Annuario del Reale Istituto Botanico di Roma 7: 227. 1898. La especie tipo es: Hyalocystis viscosa

## Especies
- Hyalocystis popovii
- Hyalocystis viscosa